# Élections législatives autrichiennes de 1923
Les élections législatives autrichiennes de 1923 ont lieu le 21 octobre 1923. 
Elles se traduisent par une victoire du Parti chrétien-social qui remporte 82 sièges sur 165, avec un taux de participation de 87,05 %.